# Ljudstvo Gurung
Ljudstvo Gurung, imenovani tudi Temü je nepalski narod tibetanskega porekla. Gurungi živijo predvsem v provinci Gandaki, zlasti v okrožjih Lamjung, Kaski, Tanahu, Gorkha, Parbat in Manang okrog masiva Anapurna in regije okrog Pokhare. Nekaj Gurungov živi po vsej državi in so se razširili vse do vzhodnega Nepala.
Leta 2001 je popis prebivalstva pokazal 543.571 Gurungov, kar je približno 2,4 % prebivalstva Nepala. 338.925 jih govori temü-tan, tibetsko-burmanski jezik. V 1970-ih naj bi Gurungi šteli okoli 160.000 ljudi.
Ime Gurung izhaja iz tibetanske besede Grong za 'kmet'. Gurungi sebe imenujejo Temü (Tamu).
Tradicionalno so Gurungi živeli od živinoreje, trgovanja in tkanja preprog in odej. Nekatere populacije Gurungov so znane po svojih veščinah lova na med, zlasti strupeni med, ki ga nabirajo himalajske čebele, zaradi zdravilnih in halucinogenih lastnosti. Od 19. stoletja so mnogi služili v indijskih in britanskih polkih Gurk . Za njih so njihove pokojnine, ki jih plačuje vojska, pomemben vir dohodka.
Danes Gurungi, zlasti v mestnem okolju, sledijo vsem modernim poklicem. Vendar sta kmetijstvo in predelava tekstila še vedno pomembna dejavnost.
Tradicionalna gradnja hiš je pravokotna, dvonadstropna, čistih kamnitih suhozidov in s skrilavcem kritih streh. V nižjih delih tudi z ovalnim tlorisom in slamnato streho. Nekatere hiše imajo verando na južni strani.
Prvotno so bili Gurungi privrženci Bön religije . Kasneje so se mnogi obrnili k tibetanskemu budizmu, ki še danes spada v večino Gurungov, zlasti v gorskih delih, (Lama-Gurung). V južnih naseljih je v manjšem številu prevladoval hinduizem (Cho-Gurung). V obeh skupinah pa so še vedno odmevi Bön religije. Pri Lama-Gurung prevladuje kot drugi jezik tibetanščina, medtem ko je v Cho-Gurung nepalščina poleg maternega jezika pogosta.